# Мездрея
Мездрея̀ е село в Северозападна България. То се намира в община Берковица, област Монтана.

## История
На изборите през 1949 година, след забраната на опозицията и в разгара на колективизацията, в селото гласуват по-малко от половината избиратели.

## Културни и природни забележителности
Църквата „Света Троица“ е построена в 1893 година от лазарополските дебърски майстори Петър Христов, Атанас и Манол. Петър Христов изрязва иконостаса и кръста с разпятието, докато тайфата на Мирон Илиев изработва стенописите.

## Редовни събития
Всяка година на Великден има състезание по Мотокрос.